# گئورگی سایادوف
گئورگی سایادوف (روسی: Георгий Ваганович Саядов؛ زادهٔ ۱۲ فوریهٔ ۱۹۳۱) کشتی‌گیر ارمنی‌تبار اهل اتحاد جماهیر شوروی بود.
وی در مسابقات کشوری و بین‌المللی در مجموع برندهٔ ۱ مدال طلا شده‌است.
وی در رشته کشتی آزاد در بازی‌های المپیک تابستانی ۱۹۵۲ به رقابت پرداخت. وی برادر آرامائیس سایادوف می‌باشد

## نتایج
| سال                                          | مکان                        | وزن                         | مدال                        |
| مسابقات قهرمانی اتحاد شوروی                  | مسابقات قهرمانی اتحاد شوروی | مسابقات قهرمانی اتحاد شوروی | مسابقات قهرمانی اتحاد شوروی |
| -------------------------------------------- | --------------------------- | --------------------------- | --------------------------- |
| 1953                                         | تفلیس                       | Flyweight کیلوگرم           | 1                           |
| 1954                                         | لنینگراد                    | Flyweight کیلوگرم           | 3                           |
| 1955                                         | مینسک                       | Flyweight کیلوگرم           | 2                           |
| 1957                                         | کی‌یف                        | کیلوگرم                     | 2                           |
| 1958                                         | تفلیس                       | Flyweight کیلوگرم           | 1                           |
| 1961                                         | تالین                       | Bantamweight کیلوگرم        | 3                           |
| summer Spartakiad of the peoples of the USSR |                             |                             |                             |
| 1956                                         | مسکو                        | Flyweight کیلوگرم           | 2                           |
| 1959                                         | مسکو                        | Flyweight کیلوگرم           | 2                           |